# Cantone di Le Pontet
Il Cantone di Le Pontet è una divisione amministrativa degli arrondissement di Avignone e di Carpentras.
È stato istituito a seguito della riforma dei cantoni del 2014, che è entrata in vigore con le elezioni dipartimentali del 2015.

## Composizione
Comprende i comuni di:
- Jonquerettes
- Le Pontet
- Saint-Saturnin-lès-Avignon
- Vedène
- Velleron